# 백제초등학교
백제초등학교는 대한민국 충청남도 부여군에 있는 공립 초등학교이다.

## 학교 연혁
- 1996.03.01 백제초등학교로 개칭
- 1988.02.17 궁남국민학교 분리
- 1988.11.11 일본 다자이후 니시소학교와 자매교 체결
- 1972.03.11 대왕국민학교 분리
- 1960.04.24 백제국민학교 개교

## 참고 자료
- 백제초등학교 - 한국교육학술정보원 학교알리미